# Неводово
Неводово (пол. Niewodowo) — село в Польщі, у гміні Пйонтниця Ломжинського повіту Підляського воєводства.
Населення — 324 особи (2011).
У 1975-1998 роках село належало до Ломжинського воєводства.

## Демографія
Демографічна структура станом на 31 березня 2011 року:
|          | Загалом | Допрацездатний вік | Працездатний вік | Постпрацездатний вік |
| -------- | ------- | ------------------ | ---------------- | -------------------- |
| Чоловіки | 174     | 48                 | 107              | 19                   |
| Жінки    | 150     | 37                 | 87               | 26                   |
| Разом    | 324     | 85                 | 194              | 45                   |